# Smile (pel·lícula de 2022)
Smile és una pel·lícula de terror i thriller psicològic estatunidenc de 2022 escrita i dirigida per Parker Finn, sent aquest el seu debut com a director en un llargmetratge. Està basada en el curtmetratge del 2020 Laura Hasn't Slept, dirigit pel mateix Finn. La pel·lícula és protagonitzada per Sosie Bacon, Jessie T. Usher, Kyle Gallner, Caitlin Stasey, Kal Penn i Rob Morgan. S'ha subtitulat al català.
El seu llançament estava originalment programat per fer-se a través de Paramount+, però l'estudi va optar per estrenar la pel·lícula en cinemes després de les reaccions positives que va obtenir entre l'audiència de prova. Així doncs, Smile es va estrenar a Fantastic Fest el 22 de setembre de 2022 i va ser estrenada als Estats Units el 30 de setembre de 2022 per Paramount Pictures.

## Argument
En un pavelló psiquiàtric, la Dra. Rose Cotter tracta la pacient Laura Weaver, una estudiant de doctorat que va presenciar el suïcidi del seu professor. Ella assegura veure una entitat invisible per als altres que fingeix ser altres persones que somriuen de forma sinistra. Posteriorment, la Laura pateix un atac de pànic i convulsions. Darrere seu, comença a somriure i es talla el coll amb un fragment d'un gerro trencat.
Després del suïcidi, Rose atén un pacient anomenat Carl, que li somriu i li crida que morirà. Quan ordena que immobilitzin Carl, Rose s'adona que Carl havia estat adormit tot el temps. Preocupada pel benestar mental de Rose, el supervisor, el Dr. Morgan Desai, li dona un descans d'una setmana. Els successos sobrenaturals continuen, danyant les relacions de Rose amb el seu promès Trevor i la seva germana Holly, amb qui Rose ha tingut una relació tensa des de la mort de la seva mare, qui va patir una sobredosi i el cos del qual va ser descobert per Rose sent encara una nena .
Els dies posteriors, Rose assisteix a la festa d'aniversari del seu nebot amb un regal. En lliurar-ho, resulta haver estat substituït pel cadàver del seu gat desaparegut en lloc del tren que va comprar originalment. Enmig del pànic desfermat, Rose veu una convidada somrient-la, per la qual cosa sospita que ha estat maleïda. Després d'investigar i descobrir que el professor de Laura també somreia mentre es va suïcidar, Rose visita la seva dona Victòria, que afirma que el seu marit va començar a actuar de manera diferent després de presenciar el suïcidi d'una dona. Aleshores Rose decideix visitar la seva exparella, Joel, oficial de policia. Tots dos revisen els registres policials relacionats i conclouen que en múltiples casos, les víctimes veuen aparicions abans de suïcidar-se mentre somriuen, cosa que abans passa el mal a un testimoni, continuant la cadena. Joel detecta que cap de les víctimes maleïdes dura més d'una setmana, a excepció de Robert Talley, que va aconseguir escapar després de matar un estrany i passar-li la maledicció al testimoni de l'assassinat llavors. En visitar-lo a la presó, Talley explica que aquesta és l'única manera d'evitar el suïcidi.
En no quedar-li ja gairebé temps, Rose té una visió en què assassina Carl a l'hospital davant del Dr. Morgan, que quedaria maleït. Desperta en ser despertada per aquest últim, qui veu un ganivet dins del cotxe de Rose i truca a la policia. Rose fuig fins a la remota casa de la família abandonada mentre Joel intenta localitzar-la. Planejant privar el dimoni de testimonis, la Rose s'amaga a la casa, on troba el dimoni prenent la forma de la seva mare morta. Es revela que Rose havia trobat la seva mare poc abans que patís una sobredosi i va ignorar la seva trucada de socors. Rose s'enfronta al dimoni i li cala foc, aparentment matant-ho i posant fi a la maledicció. Rose condueix fins a l'apartament de Joel i ell la consola fins que s'adona que en realitat es tracta del dimoni amb la seva aparença. En fugir del seu apartament, Rose descobreix que l'incendi va ser una al·lucinació i encara és a la vella casa. En aquest moment arriba el veritable Joel, cosa que provoca que ella fugi entrant a la casa.
El dimoni domina Rose i li arrenca la cara, revelant-li la seva veritable forma abans de ficar-se a la boca. Joel entra a la casa i descobreix Rose somrient i tirant-se benzina a sobre. Joel observa impotent com una somrient Rose es crema viva i li passa la maledicció.

## Repartiment
- Sosie Bacon com a Dr. Rose Cotter
- Meghan Brown Pratt com a Rose de niña
- Kyle Gallner com a Joel
- Caitlin Stasey com a Laura Weaver
- Jessie T. Usher com a Trevor
- Rob Morgan com a Robert Talley
- Kal Penn com a Dr. Morgan Desai
- Robin Weigert com a Dr. Madeline Northcott
- Judy Reyes com a Victoria Muñoz
- Gillian Zinser como Holly
- Dora Kiss com a Mare de Rose
- Kevin Keppy com a Demonio
- Nick Arapoglou com a Greg
- Sara Kapner com a Stephanie
- Jack Sochet com a Carl Renken

## Producció
Al juny de 2020, Parker Finn va ser contractat per Paramount Pictures per escriure i dirigir una adaptació cinematogràfica del seu propi curtmetratge Laura Hasn't Slept, el qual havia guanyat el març d'aquell mateix any el Premi especial de reconeixement del jurat a la categoria Curtmetratge de mitjanit de SXSW. Al setembre de 2021, la pel·lícula es va anunciar oficialment sota el títol de "Something's Wrong with Rose" amb Sosie Bacon al paper principal. Al mes següent, Jessie T. Usher, Kyle Gallner, Rob Morgan, Kal Penn, Judy Reyes, Gillian Zinser i Caitlin Stasey es van unir a l'elenc.
El rodatge va començar l'11 d'octubre de 2021 a la ciutat de Hoboken, Nova Jersey i va finalitzar el 24 de novembre del mateix any.
L'edició i la postproducció van començar el 3 de desembre de 2021 i es van allargar fins a finals de maig de 2022.

## Promoció
El primer avenç que es va llançar va ser un clip de vuit segons el 26 de maig, seguit d'un avenç de 40 segons que es va mostrar a les projeccions de Top Gun: Maverick i Crimes of the Future a principis de juny de 2022. El tràiler oficial es va publicar el 22 de juny.
Durant diversos partits de les Grans Lligues de Beisbol el cap de setmana previ a l'estrena de la pel·lícula, es va viralitzar una campanya de l'estudi en què van situar actors darrere els llocs estratègics somrient sinistrament a la cambra durant llargs períodes. Alguns dels actors vestien samarretes amb el nom i el logotip de la pel·lícula.

## Estrena
Smile es va estrenar el 22 de setembre de 2022 al Fantastic Fest seguit per projeccions limitades al Beyond Fest el 27 de setembre. Va ser estrenada als Estats Units el 30 de setembre de 2022 per Paramount Pictures. El president i director executiu de Paramount Pictures, Brian Robbins, va confessar que Smile estava originalment programada per tenir un llançament exclusiu a Paramount+, però l'estudi finalment va decidir estrenar la pel·lícula en cinemes a causa de les molt positives reaccions a les projeccions de prova.

## Recepció

### Taquilla
A 14 de novembre de 2022, Smile havia recaptat $103 milions als Estats Units i el Canadà i $107 milions en altres territoris, per a un total mundial de $213'9 milions.

### Crítica
Al lloc web especialitzat Rotten Tomatoes, la pel·lícula té un índex d'aprovació del 76% basat en 124 ressenyes i una qualificació mitjana de 6.5/10. El consens crític del lloc diu: "Uns efectes visuals profundament esgarrifoses i una destacada Sosie Bacon eleven encara més la inquietant exploració de Smile sobre el trauma, sumant-se a l'estrany cas que un llargmetratge ampliï satisfactòriament un curt." En Metacritic, la pel·lícula té assignada una puntuació mitjana de 68 sobre 100, basada en 27 crítiques, la qual cosa indica "crítiques generalment favorables". El públic enquestat per CinemaScore va donar a la pel·lícula una qualificació mitjana de "B–" en una escala d'A+ a F, mentre que a PostTrak li van donar a la pel·lícula una qualificació positiva general del 69%, i el 53%.
Owen Gleiberman, de Variety, va opinar: "Probablement serà un èxit, perquè és una pel·lícula de terror que compleix, sense fer-te sentir enganyat. No obstant, amb 90 minuts, si fos menys repetitiva, podria haver estat més enginyosa". Altres crítics com Marisa Mirabal, d'IndieWire, es van mostrar més satisfets amb la pel·lícula, dient: "Viatge a un infern mental captivador i claustrofòbic, que et causarà tant un somriure com una ganyota." Finalment, Megan Navarro, de Bloody Disgusting, ha opinat: "Ben executada, amb alguns ensurts genuïns i una mitologia pròpia que se sent fresca. Smile és prou sòlida per convèncer l'audiència aquesta temporada de Halloween"